# Préaux (Seine-Maritime)
Préaux ist eine französische Gemeinde mit 1856 Einwohnern (Stand 1. Januar 2022) im Département Seine-Maritime in der Region Normandie. Sie gehört zum Arrondissement Rouen und zum Kanton Le Mesnil-Esnard.

## Einwohnerentwicklung
| 1962                      | 1968 | 1975 | 1982 | 1990 | 1999 | 2007 | 2015 |
| ------------------------- | ---- | ---- | ---- | ---- | ---- | ---- | ---- |
| 546                       | 611  | 822  | 1105 | 1450 | 1641 | 1650 | 1803 |
| Quelle: Cassini und INSEE |      |      |      |      |      |      |      |

## Sehenswürdigkeiten

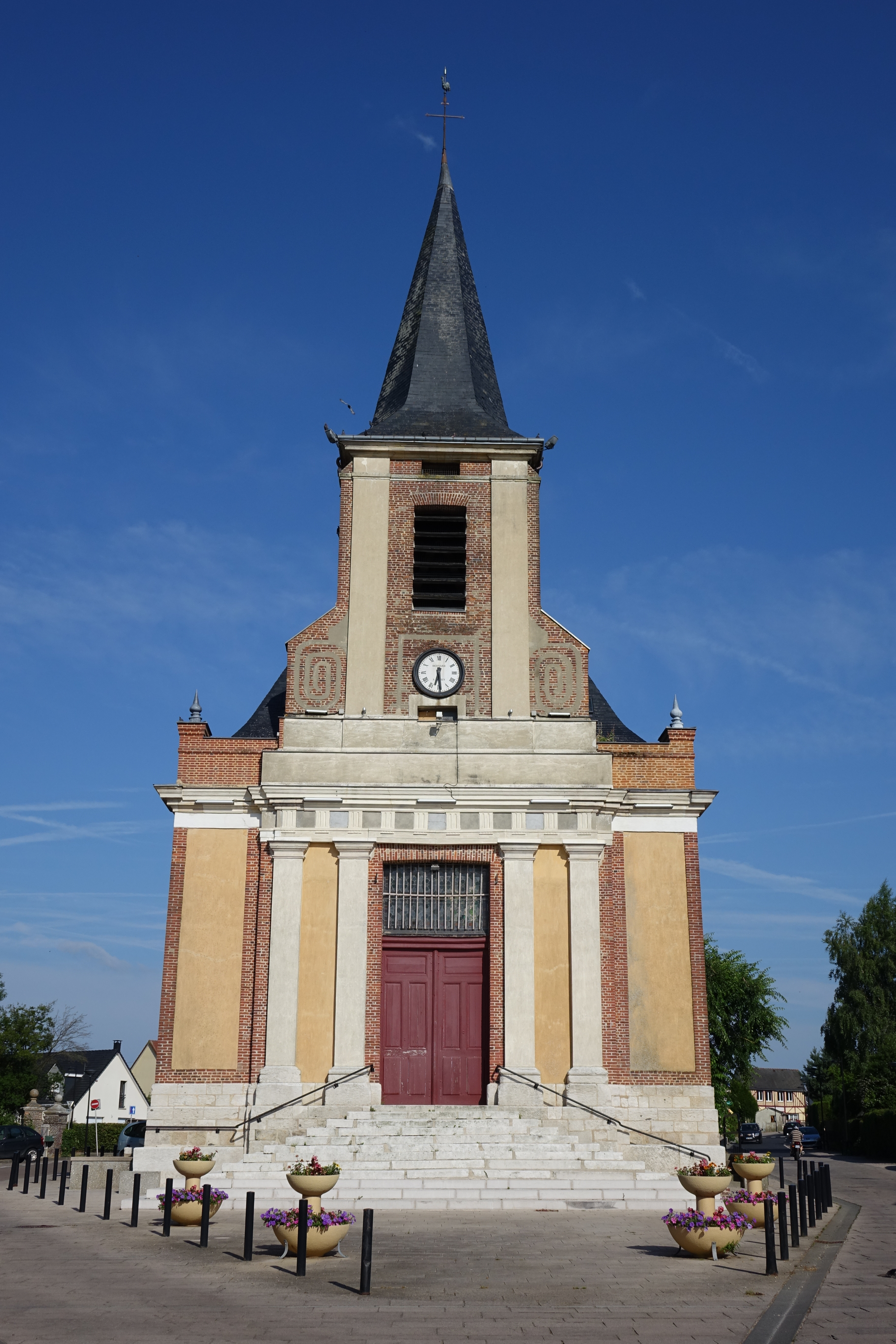
Kirche Notre-Dame
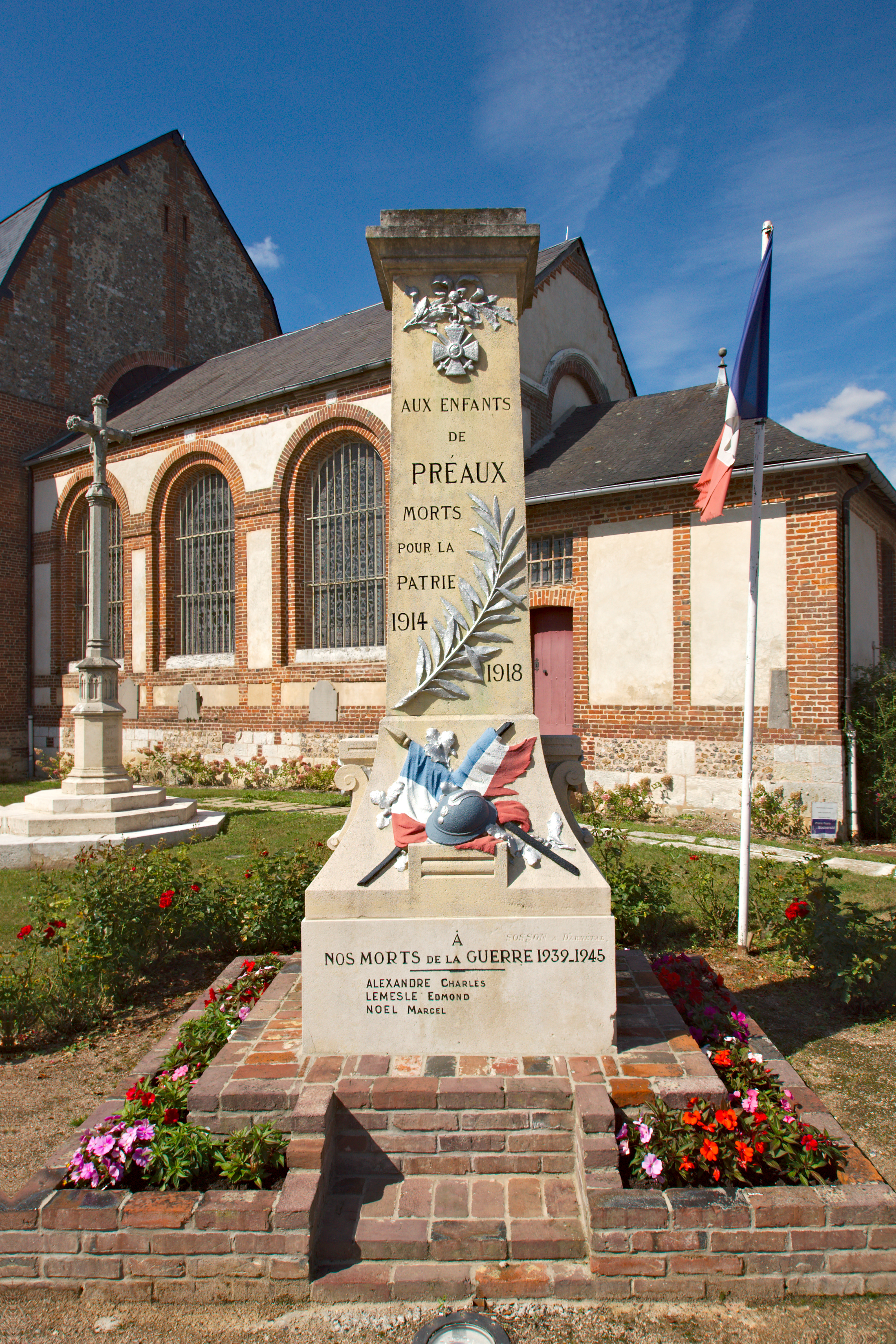
Kriegerdenkmal

- Kirche Notre-Dame
- Kriegerdenkmal